# Discestra atlantis
Discestra atlantis är en fjärilsart som beskrevs av Leo Schwingenschuss 1955. Discestra atlantis ingår i släktet Discestra och familjen nattflyn. Inga underarter finns listade i Catalogue of Life.